# مارك كورتني
مارك كورتني (بالإنجليزية: Mark Courtney)‏ هو حكم كرة قدم بريطاني، ولد في 26 أبريل 1934 في أيرلندا الشمالية في المملكة المتحدة.

## روابط خارجية
- مارك كورتني على موقع Soccerway.com (الإنجليزية)